# Jengen
Jengen település Németországban, azon belül Bajorországban. Lakosainak száma 2638 fő (2023. december 31.).

## Népesség
A település népessége az elmúlt években az alábbi módon változott:
| Lakosok száma | 357  | 554  | 660  | 1709 | 2393 | 2386 | 2401 | 2412 | 2563 | 2638 |
|               | 1875 | 1950 | 1975 | 1987 | 2012 | 2014 | 2016 | 2017 | 2021 | 2023 |